# Standaard voor weergavemodus
Een standaard voor de weergavemodus is een beschrijving van de standaard voor computerbeeldschermen en grafische kaarten.
Deze standaarden zijn vooral voor oude grafische kaarten en oude beeldschermen. De bekendste standaard is de VGA-standaard, daarna zijn dergelijke benamingen in onbruik geraakt. Tegenwoordig worden echter vooral bij laptopschermen de termen weer vermeld.

## Overzicht
Beeldschermen hebben in korte tijd een grote evolutie doorgemaakt. In een tijdsbestek van amper dertig jaar zijn de technologische ontwikkelingen enorm geweest. Van groenknipperende monitoren tot strakke digitale lijnen op een 53 cm (21")-tft-monitor. Computerfabrikant IBM is een van de pioniers geweest op dit gebied.
Monochrome Display Adapter (MDA)De standaard voor de eerste personal computers. De standaard kent geen grafische mogelijkheden en kan alleen tekst in zwart-wit laten zien. De naam is pas later bedacht, toen er een veelheid van standaarden ontstond en er een naam voor deze standaard nodig was.
Hercules Graphics Card (Hercules of HGC)Van de firma Hercules, en heeft naast tekst ook een grafische mogelijkheid met 720×348 pixel. Kleuren zijn daarbij niet mogelijk.
Color Graphics Adapter (CGA)Geïntroduceerd in 1981 door IBM is de eerste grafische standaard met kleuren. In grafische modus is het scherm 320×200 pixel groot, met vier kleuren. De originele kaart had een video-uitgang die bedoeld was om NTSC-apparaten aan te sluiten.
Enhanced graphics adapter (EGA)Geïntroduceerd in 1984 door IBM. EGA heeft een grafische resolutie van 640×350 pixel met 16 verschillende kleuren. Deze kleuren werden gekozen uit een kleurenpalet om geheugen te besparen.
Multicolor Graphics Array (MCGA)Voor het eerst gebruikt in 1987 bij sommige PS/2-modellen. MCGA beschikte over slechts 64 kilobyte geheugen maar had 256 kleuren bij een resolutie van 320×200. Vrijwel alle VGA-kaarten kunnen ook in MCGA-mode geschakeld worden.
Video graphics array (VGA)Geïntroduceerd in 1987 door IBM. Dit is lange tijd de meest gebruikte standaard geweest. Hij bestaat uit een verzameling van verschillende resoluties, maar de bekendste is de 640×480-pixelmodus (in 16 kleuren). Er waren nu echter 256 kleuren mogelijk in de 13h-modus met een resolutie van 320×200. Deze VGA-weergavemodus wordt tot op de dag vandaag nog steeds als basis gebruikt bij de huidige weergavesystemen.
Super video graphics array (SVGA)De opvolger van VGA. De maximale resolutie is 800×600 pixel.
Widescreen VGA (WVGA)Een variant op de VGA-standaard en kan een resolutie van 800×480 pixel gebruiken voor breedbeeld.
Extended Graphics Array (XGA)Geïntroduceerd in 1990 door IBM. XGA had oorspronkelijk een maximale resolutie van 1024×768 pixel en maximaal 256 kleuren. Daarna is de XGA-2-standaard gekomen, met meer mogelijkheden. Dit XGA-principe is het eerste in een lange reeks met 65.536 kleuren bij een resolutie van 1024×768 pixel en zelfs 16,8 miljoen kleuren bij een resolutie van 800×600 pixel.
Widescreen XGA (WXGA)Een variant op de XGA-standaard en kan een resolutie van 1280×720 of 1280×800 pixel gebruiken voor breedbeeld.
Widescreen XGA+ (WXGA+)Een variant op de XGA-standaard en kan een resolutie van 1440×900 pixel gebruiken voor breedbeeld.
Super XGA (SXGA)Een standaard voor 1280x1024 beeldpunten met ware kleuren (32 bit). De aspectratio van deze standaard is 5:4, terwijl 4:3 normaal is voor computerbeeldschermen. Deze standaard wordt vooral gebruikt door lcd-schermen van 43 cm en 48 cm (17" en 19").
Widescreen SXGA+ (WSXGA+)Een variant op de SXGA-standaard en kan een resolutie van 1680×1050 gebruiken voor breedbeeld.
Ultra XGA (UXGA)Een standaard voor een resolutie van 1600×1200 pixel.
Widescreen Ultra XGA (WUXGA)Variant op de UXGA-standaard, die een resolutie kan hebben van 1920×1200 pixel voor breedbeeld.

## Overzicht van weergavemodi
| Naam  | x (breedte) | y (hoogte) | Pixels (×1 miljoen) | Aspect- ratio | Percentageverhouding in pixels | Percentageverhouding in pixels | Percentageverhouding in pixels | Percentageverhouding in pixels | Percentageverhouding in pixels | Percentageverhouding in pixels | Percentageverhouding in pixels | Percentageverhouding in pixels | Widescreen- versie | Typische scherm- grootten |
| Naam  | x (breedte) | y (hoogte) | Pixels (×1 miljoen) | Aspect- ratio | VGA                            | SVGA                           | XGA                            | XGA+                           | SXGA                           | SXGA+                          | UXGA                           | QXGA                           | Widescreen- versie | Typische scherm- grootten |
| ----- | ----------- | ---------- | ------------------- | ------------- | ------------------------------ | ------------------------------ | ------------------------------ | ------------------------------ | ------------------------------ | ------------------------------ | ------------------------------ | ------------------------------ | ------------------ | ------------------------- |
| VGA   | 640         | 480        | 0,31                | 1,33          | 0%                             | −36%                           | −61%                           | −69%                           | −77%                           | −79%                           | −84%                           | −90%                           | WVGA               |                           |
| SVGA  | 800         | 600        | 0,48                | 1,33          | 56%                            | 0%                             | −39%                           | −52%                           | −63%                           | −67%                           | −75%                           | −85%                           | WSVGA              |                           |
| XGA   | 1024        | 768        | 0,79                | 1,33          | 156%                           | 64%                            | 0%                             | −21%                           | −40%                           | −47%                           | −59%                           | −75%                           | WXGA               | 15"/ 38 cm                |
| XGA+  | 1152        | 864        | 1,00                | 1,33          | 224%                           | 107%                           | 27%                            | 0%                             | −24%                           | −32%                           | −48%                           | −68%                           | WXGA+              | 17"/ 43 cm                |
| SXGA  | 1280        | 1024       | 1,31                | 1,25          | 327%                           | 173%                           | 67%                            | 32%                            | 0%                             | −11%                           | −32%                           | −58%                           | WSXGA              | 17–19"/ 43–48 cm          |
| SXGA+ | 1400        | 1050       | 1,47                | 1,33          | 379%                           | 206%                           | 87%                            | 48%                            | 12%                            | 0%                             | −23%                           | −53%                           | WSXGA+             |                           |
| UXGA  | 1600        | 1200       | 1,92                | 1,33          | 525%                           | 300%                           | 144%                           | 93%                            | 46%                            | 31%                            | 0%                             | −39%                           | WUXGA              | 20"/ 51 cm                |
| QXGA  | 2048        | 1536       | 3,15                | 1,33          | 924%                           | 555%                           | 300%                           | 216%                           | 140%                           | 114%                           | 64%                            | 0%                             | WQXGA              | 30"/ 76 cm                |